# Freccia del tempo
Si definisce freccia del tempo il fenomeno (reale, osservabile e complesso) tale per cui un sistema fisico evolve da uno stato iniziale X al tempo t ad uno stato finale X* ad un tempo t* (con t*>t) e non ritornerà mai ad X in nessun istante successivo a t*.
Quasi tutti i processi fisici a livello microscopico sono simmetrici rispetto al tempo, infatti le equazioni usate per descriverli hanno la stessa forma anche se la direzione del tempo è invertita. A livello macroscopico, invece, vige la seconda legge della termodinamica, o legge di entropia, secondo la quale il grado di disordine in un sistema isolato aumenta con il tempo in modo spontaneamente irreversibile. In questo senso l'entropia può essere usata per indicare la direzione verso cui si muove il tempo. 
Non è l'unico esempio: a livello macroscopico fenomeni come frizione, viscosità e dissipazione dell'energia producono una freccia del tempo.

## La freccia termodinamica del tempo
È stato affermato che la freccia del tempo così come è percepita da noi – fornendo passato e futuro distinti – è il risultato dell'influenza della seconda legge della termodinamica sull'evoluzione del cervello. Per ricordare qualcosa, la nostra memoria passa da uno stato disordinato a uno stato più ordinato, o da uno stato ordinato a un altro. Per assicurarsi che il nuovo stato sia corretto, deve essere consumata dell'energia per svolgere il lavoro e questo aumenta il disordine nel resto dell'Universo. C'è sempre un maggiore aumento di disordine rispetto all'ordine guadagnato dalla nostra memoria, quindi la freccia del tempo nella quale si ricordano le cose ha la stessa direzione di quella rispetto alla quale il disordine dell'Universo aumenta.
Secondo l'ipotesi del Big Bang, l'Universo era inizialmente molto caldo, con l'energia distribuita uniformemente. Mentre l'Universo si espande la sua temperatura scende, lasciando meno energia disponibile per svolgere lavoro utile nel futuro rispetto al passato. Quindi l'Universo stesso ha una freccia termodinamica definita.

### Aumento di entropia
Oltre alla coscienza e alla percezione del tempo, il secondo principio della termodinamica caratterizza il verso di qualunque trasformazione reale. Se l'universo è un sistema isolato, nel senso che nulla è al di fuori dell'universo, la sua entropia aumenta continuamente. Non è possibile quindi una trasformazione reversibile, in cui lo stato finale è identico a quello iniziale, perché questi due differiscono per almeno una grandezza fisica, l'aumento di entropia. L'entropia aumenta in ogni istante del tempo, non in ogni punto dello spazio, vale cioè per un sistema macroscopico, non per la singola particella, sia per quanto risulta dal principio di indeterminazione di Heisenberg che per quanto risulta dall'equazione di Boltzmann.
In meccanica statistica l'entropia viene definita a meno di una costante come il logaritmo naturale di W, il numero di microstati coerenti con le condizioni al contorno del sistema:
{\displaystyle S=k~\ln \ W} è la costante di Boltzmann.
Se per il secondo principio cresce l'entropia, cresce anche il numero di microstati che il sistema può assumere, il suo disordine microscopico. A fronte di una configurazione delle particelle molto variabile, potrebbe sembrare che il sistema a livello macroscopico tenda ad un ordine crescente.

## La freccia elettromagnetica del tempo
Il fatto che si osservano in genere onde elettromagnetiche divergenti piuttosto che convergenti crea un'altra freccia del tempo. Per esempio, in assenza di qualsiasi radiazione incidente, si osserva facilmente un'emissione spontanea, mentre l'assorbimento in assenza di radiazione non è mai osservato. Questa freccia ha molte somiglianze con la freccia termodinamica.

## Un esempio di irreversibilità
Si consideri la situazione in cui un grande contenitore è riempito con due liquidi separati, ad esempio una tintura da una parte e acqua dall'altra. Senza barriere fra i due liquidi, le oscillazioni casuali delle molecole rendono i liquidi sempre più mescolati mentre il tempo passa. Tuttavia, una volta che i liquidi sono mescolati, non ci si aspetta che la tintura e l'acqua lasciati a sé stessi si separino ancora.
Ora si immagini che l'esperimento sia ripetuto, ma questa volta con un contenitore molto piccolo con solo poche molecole (magari solo 10). Dato un periodo relativamente breve di tempo, si può immaginare che – solo per caso – le molecole diventino separate per un istante, con tutte le molecole di tintura da una parte e tutte le molecole di acqua dall'altra. Questo risultato è formalizzato nel teorema di fluttuazione.
Non è impossibile la separazione per le molecole nel contenitore grande, solo molto improbabile, al punto da non accadere mai – anche se fosse disponibile un tempo pari all'età dell'Universo. I liquidi partono da uno stato altamente ordinato e la loro entropia, o il loro disordine, aumenta con il tempo.
Se il contenitore grande è osservato nelle prime fasi del processo di mescolamento, può essere trovato in uno stato di mescolamento parziale. Sarebbe ragionevole concludere che, senza intervento esterno, il liquido ha raggiunto questo stato perché era più ordinato in passato, quando c'era una maggiore separazione, e sarà più disordinato, o mescolato, nel futuro.

## Controprove
Vi sono una serie di argomentazioni contro l'idea dell'irreversibilità del tempo. Data l'equazione hamiltoniana:
{\displaystyle \epsilon ^{2}=m^{2}c^{4}+p^{2}c^{2}} (energia, massa, velocità della luce nel vuoto, quantità di moto)
- L'equazione pone sullo stesso piano energia e momento: l'aumento di entropia e la dissipazione di energia in calore,[il calore è solo un trasferimento di energia fra due sistemi. Non una "dissipazione" e nemmeno una distruzione di energia] come detto, è un esempio di "freccia del tempo", mentre la quantità di moto è una grandezza "reversibile"[perché la quantità di moto è una grandezza reversibile?];
- In elettrodinamica bisogna imporre la causalità definendo quale è il potenziale ritardato e quale è avanzato;
- Nella QED, la teoria quantistica dell'elettrodinamica relativistica, si hanno soluzioni con energia positiva e negativa: le seconde sono interpretate come particelle che si muovono indietro nel tempo, ma per il teorema CPT si possono del tutto consistentemente interpretare come antiparticelle che si muovono avanti nel tempo (da cui la previsione dell'esistenza del positrone da parte di Dirac).